# Inge Bjørn
Inge Bjørn (født 28. april 1925 i Durup) er en dansk tekstilkunstner.

## Baggrund
Forældre: kreaturhandler Johannes B. (1900-80) og Anine Sørine Nymand Christiansen (1898-1996).
Fra 1953-1993 var Inge Bjørn ansat som lærer på Askov Højskole. Under sit 40 år lange virke som underviser, inspirator og kvindeforbillede udfoldede Inge Bjørn en omfattende undervisnings-, udstillings- og foredragsvirksomhed og forfattede artikler til fagskrifter i ind- og udland.
Inge Bjørn har har to sønner med fotograf Pierre Gérard Franceschi.
I perioden 1958-60 vævede hun sammen flere andre vævere Le long voyage efter Asger Jorns og Pierre Wemaëres forlæg til en udsmykning af Amtsgymnasiet i Århus. I 1974 udgav hun bogen Oldtidtøj - nutidstøj, som afspejler det hun har stået for som underviser, kulturformidler og kunstner. Med afsæt i bogen skabtes en udstilling til Vejen Kunstmuseum, der som vandreudstilling kom ud til museer, biblioteker og kunstcentre over hele Skandinavien.

## Udsmykninger
Inge Bjørn har skabt billedvævninger til Askov Højskole, Højmarksskolen i Holsted, Kolding Sygehus Videncenter, Vejen Gymnasium, Fourfeld Kapel, Sortebakkeskolen i Nørager og Rødding Frimenigheds Kapel.
Inge Bjørn er desuden repræsenteret på Kunstindustrimuseet, Designmuseum Danmark, København.

## Separatudstillinger
Silkeborg Kunstmuseum (2002), Vejen Kunstmuseum (2003), Kulturcenter Tuskær og Egnsmuseet Sønderskov (2005-6) og Kvindemuseet (2005-6).

## Udgivelser
- Oldtidsdragt – nutidstøj, 436 sider, med fotos af Gérard Franceschi, udgivet 1974, Rhodos.
- MØDER - Billedvæveren Inge Bjørn, udgivet af Kvindemuseet i Danmark, 2005.

## Hædersbevisninger
- I 1988 modtog hun Tagea Brandts Rejselegat.
- Medlem af Det Kongelige Nordiske Oldskriftsselskab.
- Statens Kunstfonds livsvarige hædersydelse, 2024 [2]

## Eksterne link
- Biografi Kvinfo
- Inge Bjørn på Kunstindeks Danmark/Weilbachs Kunstnerleksikon

|  | Artiklen om Inge Bjørn kan blive bedre, hvis der indsættes et (bedre) billede Du kan hjælpe ved at afsøge Wikimedia Commons for et passende billede eller uploade et godt billede til Wikimedia Commons iht. de tilladte licenser og indsætte det i artiklen. |